# 巫溪银莲花
巫溪银莲花（学名：Anemone rockii var. pilocarpa）为毛茛科银莲花属下的一个变种。